# Манастир Стејановци
Манастир Стејановци је некадашњи манастир на Фрушкој гори, назван по истоименом селу, где се највероватније налазио.
Забележен је у турском дефтеру из 1546. године, где је забележено да је олаћао на име пореза 100 акчи, што казује да је реч о средње развијеном манастиру, да би у наредном турском попису плаћао је 300 акчи феудалних дажбина. У историјском периоду од 1566. до 1567. године спомиње се и под именом Манастир Св. Ђорђа. Подаци о овом несталом манастиру (темељи, веза с манастиром Мала Ремета) нису довољно истражени.